# Kaputdschugh
Der Berg Kaputdschugh (armenisch Կապուտջուղ, aserbaidschanisch Qapıcıq dağı, auch Kaputdschuch von russisch Капутджух) ist der mit 3904 m höchste Gipfel des Sangesurkammes an der Grenze zwischen Armenien (Provinz Sjunik) und Aserbaidschan (Autonome Republik Nachitschewan). Damit ist er der höchste Berg Nachitschewans und der zweithöchste Berg Armeniens.
Das Bergmassiv ist leicht vergletschert und stellenweise ganzjährig schneebedeckt. Es gibt eine größere Anzahl von Karseen. An der Ostflanke des Berges entspringt der gleichnamige Kaputdschuch, einer der Quellflüsse des Wochtschi, eines linken Nebenflusses des Aras. In südöstlicher Richtung schließen sich die nächsthöchsten Gipfel des Sangesurkammes an, Sissakapar und Parawan (jeweils 3826 m).
Östlich des Berges liegt gut 10 Kilometer entfernt auf armenischer Seite die Bergbaustadt Kadscharan.